# Cruel, Cruel Love
Cruel, Cruel Love (br: Carlitos marquês / pt: Charlot marquês) é um filme mudo de curta-metragem estadunidense de 1914, do gênero comédia, produzido por Mack Sennett para os Estúdios Keystone, dirigido por George Nichols e Mack Sennett, e com Charles Chaplin no elenco.
Cruel, Cruel Love foi considerado como perdido durante 50 anos, até ser descoberta uma cópia completa e em bom estado do filme na América do Sul. Então, o filme passou a ser copiado, e seu formato original disponível para venda.

## Sinopse
Chaplin interpreta um personagem muito diferente do Vagabundo neste filme. É um personagem rico, da classe-alta, cujo romance fica comprometido quando sua namorada o vigia, desconfiada dele ter um romance com uma empregada, quando o vê abraçando-a.

## Elenco
- Charles Chaplin ....  Lord Helpus / Sr. Dovey
- Edgar Kennedy .... mordomo de Lord Helpus
- Minta Durfee .... moça
- Eva Nelson .... empregada
- Alice Davenport
- Glen Cavender
- Billy Gilbert
- Chester Conklin